# (7850) Buenos Aires
(7850) Buenos Aires est un astéroïde de la ceinture principale.

## Description
(7850) Buenos Aires est un astéroïde de la ceinture principale. Il fut découvert le 10 juin 1996 au Mont Hopkins par Lucas M. Macri. Il présente une orbite caractérisée par un demi-grand axe de 2,42 UA, une excentricité de 0,11 et une inclinaison de 7,2° par rapport à l'écliptique.

## Compléments